# Wilhelm Tegtmeier
Wilhelm Tegtmeier (* 9. Januar 1895 in Barmen, jetzt  Wuppertal; † 6. November 1968 in Nethen) war ein deutscher Maler.

## Leben
Einen Teil seiner Jugend verbrachte Tegtmeier in Leer, wo er das Gymnasium besuchte. Zudem wurde er durch Erlebnisse in der Wandervogel-Bewegung geprägt. Nach dem Abitur 1913 am Ratsgymnasium Osnabrück heuerte Tegtmeier auf einem Segelschiff als Leichtmatrose und als Schiffsjunge an. Auf seinen Reisen umfuhr er zweimal Kap Hoorn. Im Ersten Weltkrieg wurde er an der Ost- und an der Westfront eingesetzt. Er studierte ab 1918 als Schüler von Julius Wohlers und Ewald Dülberg an der Kunstgewerbeschule Hamburg und gleichzeitig Altgriechisch an der Universität Hamburg.
Auf Vermittlung durch Franz Radziwill freundete Tegtmeier sich mit den Kunsthistorikern Rosa Schapire und Wilhelm Niemeyer an. In deren Kunstzeitschrift Kündung - Eine Zeitschrift für Kunst, damals als wichtigste expressionistische Zeitschrift Hamburgs angesehen, veröffentlichte das Paar 1921 Holzschnitte Tegtmeiers. In der Folge veröffentlichte er weitere Schnitte auch in der Zeitschrift Die Aktion.
Ebenfalls 1919 lernte Tegtmeier auch Heinrich Vogeler und Otto Tetjus Tügel kennen und fertigte ein Holzschnittportrait Heinrich Vogelers an.
1923/24 arbeitete er als Kunsterzieher am Kaiser-Wilhelm-Gymnasium in Hannover, gab dann aber die Lehrerstelle auf und arbeitete seitdem nur noch als freischaffender Künstler. Zu dieser Zeit wandte er sich von der expressionistischen Darstellungsweise ab und der Neuen Sachlichkeit zu. Auch setzte er sich intensiv mit Technik und Thematik der Altdeutschen Malerei von Matthias Grünewald und Albrecht Dürer auseinander.

### Karriere im Nationalsozialismus
Tegtmeier war Mitglied der NSDAP. 1936 wurde er an die Nordische Kunsthochschule in Bremen berufen. Er erhielt Aufträge für Wandmalereien des Olympischen Dorfes.
1937 wurde in der Nazi-Aktion „Entartete Kunst“ Holzschnitte Tegtmeiers aus seiner expressionistischen Zeit aus dem Museum für Kunst und Heimatgeschichte Erfurt, dem Provinzial-Museum Hannover, dem Museum der bildenden Künste Leipzig, dem Landesmuseum Münster und dem Landesmuseum Oldenburg beschlagnahmt und vernichtet.
1941 denunziert er Carl Horn, den Direktor der Kunsthochschule, der einen Witz über die Kampfkraft der Wehrmacht erzählt habe. Nach seiner Aussage erhielt Tegtmeier den Titel eines Professors und wechselte im folgenden Jahr an die Staatliche Hochschule für Kunsterziehung in Berlin. 1944 verlor er bei einem Bombenangriff seine Wohnung und mit 300 Holzstich-Druckstöcken, 40 Kupfertafeln und 60 Tafelgemälden einen bedeutenden Teil seines Werkes.
Nach dem Ende des Krieges wohnte er zuerst arm und mittellos auf dem Bauernhof seiner Schwiegereltern. Da er ohne Aufträge und Malgerät war, nutzte er seine Kenntnisse der Seefahrt beruflich. Er unternahm Studienreisen auf Fischdampfern auf dem Nordmeer, wobei er als Steuermann tätig war. Ab 1950 lebte und arbeitete er im Rasteder Ortsteil Nethen, wo er ein Haus erwarb. Dort widmete er sich wieder intensiv der Malerei und vor allem der Grafik. Außerdem erhielt er zahlreiche Aufträge für Sgraffito- und Mosaik-Gestaltungen.
1956 erwarb Tegtmeier noch das Kapitänspatent und fertigte eine Reihe großformatiger Holzschnitte mit maritimer Thematik.
Mit seinem umfangreichen Werk aus verschiedenen Stilen und Thematiken gilt Tegtmeier neben Franz Radziwill als wohl bedeutendster Maler des Realismus im Oldenburger Land.

## Werke

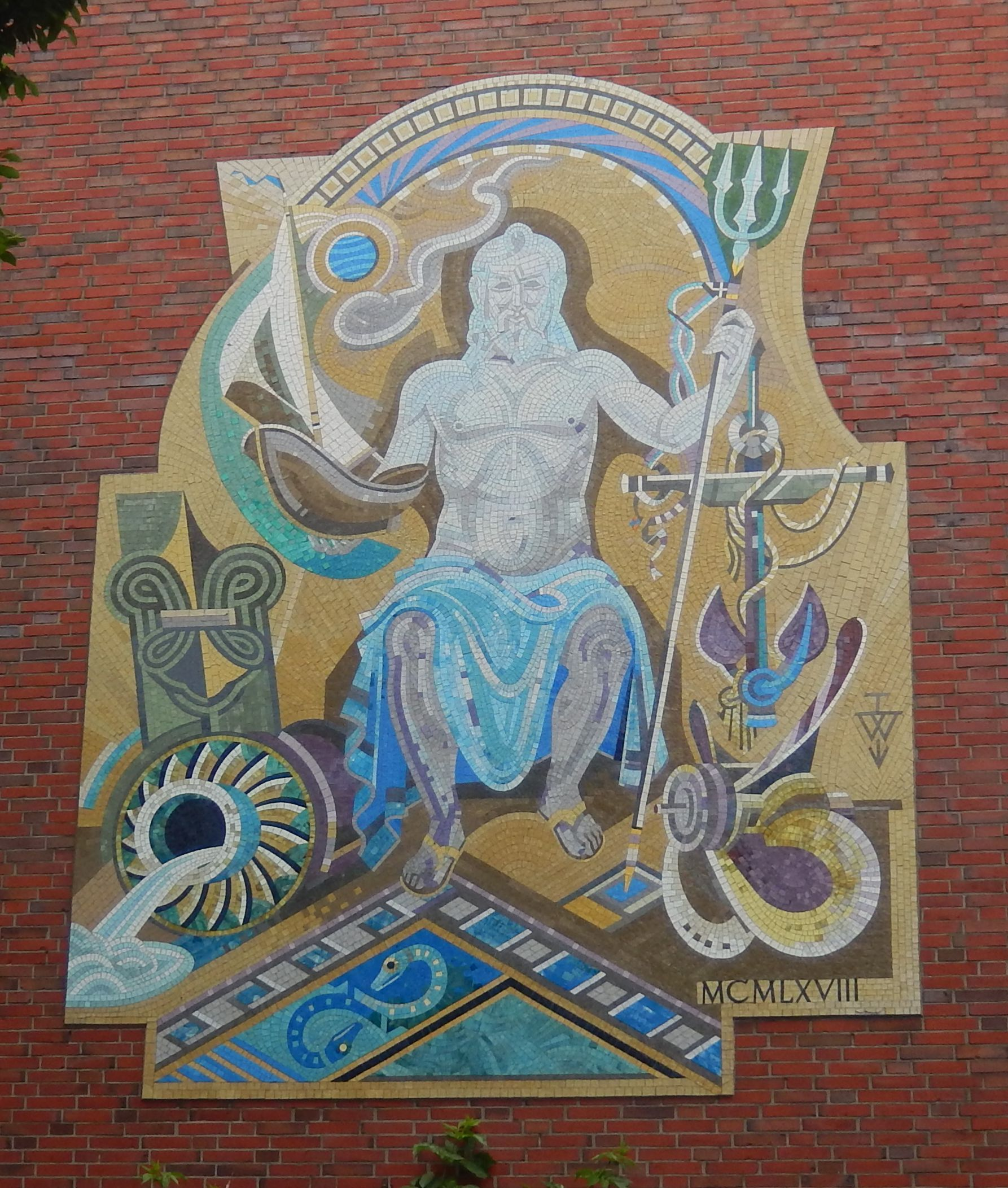
Wandmosaik „Poseidon“ am Ölhafendamm in Wilhelmshaven. Am rechten Rand die Signatur Tegtmeiers.

### 1937 als „entartet“ beschlagnahmte und vernichtete Werke
- Bergpredigt (Holzschnitt, 30 × 41 cm, 1919)
- Großstadt (Holzschnitt, 30 × 40 cm, 1920)
- Weltuntergang (Holzschnitt)
- Delft (Holzschnitt, 32,5 × 29,5 cm, 1923; WV Kaufmann 24)
- Liegende Venus (29,2, 40,2 cm, 1924)
- Don Quixote und Sancho Pansa (Holzschnitt)
- Berghäuser im Allgäu (Holzschnitt, 25,7 × 22,3 cm, 1921, Blatt 16 aus Heft 9/10 der Zeitschrift „Kündung“)
- Dorf im Allgäu (Holzschnitt, 23,7 × 18,2 cm, 1921; Blatt 17 aus Heft 9/10 der Zeitschrift „Kündung“)

### Weitere Werke (Auswahl)
- Lunapark (Zyklus Großstadt). 1920, Holzschnitt
- Selbstbildnis (Mein Spiegelbild). 1928, Öl/Tempera auf Spanplatte[6]
- Graf Anton Günther zu Pferde. 1959, Wandmosaik
- Fortuna. 1964, Wandmosaik in Wilhelmshaven
- Poseidon. 1968, Wandmosaik in Wilhelmshaven

### Gedruckte Werke
- Wilhelm Tegtmeier (1895–1968). Das graphische Werk. Kulturgeschichtliches Museum Osnabrück, 6. April – 7. Mai 1972 / Altonaer Museum in Hamburg, Norddeutsches Landesmuseum, 5. November 1971 – 2. Januar 1972. [Katalogbearbeitung und Redaktion: Gerhard Kaufmann]. Kulturgeschichtliches Museum, Osnabrück 1972.
- Wilhelm Tegtmeier. Maler und Graphiker. [Selbstverlag] Gertrud Tegtmeier, Nethen (Oldbg.) 1972.
- Karte von Oldenburg. Entworfen und gezeichnet für den Oldenburger Landesverein für Geschichte und Heimatkunde von W. Tegtmeier. Dieckmann, Oldenburg 1947.